# الناسخ والمنسوخ للزهري
الناسخ والمنسوخ في القرآن الكريم، تأليف محمد بن مسلم ابن شهاب الزهري المدني، ويعتبر من أوائل المؤلفات في علم الناسخ والمنسوخ في القرآن، فله أهمية كبيرة من هذه الحيثية، ومن حيث مكانة المؤلف وإمامته في العلم.
والمؤلف يذكر الآيات التي المنسوخة والآيات التي نسختها مرتبة بحسب ترتيب السور والآيات في المصحف، ويتعرض لذكر الحادثة التي جاء النسخ إثرها، وقد يفسر بعض الآيات بإيجاز شديد.
وقد طبع الكتاب طبعتين متداولتين.

## منهج المؤلف في الكتاب
1. ذكر المؤلف في بداية الكتاب بعض الآيات التي تدل على وقوع النسخ في القرآن الكريم، كقوله تعالى: {ما نَنْسَخْ مِنْ آيَةٍ أَوْ نُنْسِها} سورة البقرة، آية (106)، وقوله عزّ وجلّ: {وَإِذا بَدَّلْنا آيَةً مَكانَ آيَةٍ}. سورة النحل، آية (101)
2. ذكر المؤلف الآيات التي وقع فيها النسخ بحسب ترتيبها في سور المصحف، فيبدأ بذكر اسم السورة، ثم ما فيها من آيات النسخ مرتبة.
3. عند ذكر الآية يذكر ما يتعلق بها من سبب وقوع النسخ.
4. قد يذكر معنى بعض الآيات بإيجاز.[3]

## أهمية الكتاب
للكتاب أهمية بالغة في مجاله، فهو من أقدم الكتب المؤلفة في موضوع النسخ في القرآن الكريم، فهو مصدر مهم جدا لمن جاء بعده من المصنفين هذا الموضوع.
كما أن المؤلف أحد كبار علماء زمانه، وله مكانة جليلة وتبحر في العلم بالقرآن والحديث.

## نموذج من الكتاب
أوّل ما نسخ من القرآن من سورة البقرة القبلة، كانت نحو بيت المقدس، تحولت نحو الكعبة، فقال الله عزّ وجلّ: {وَلِلَّهِ الْمَشْرِقُ وَالْمَغْرِبُ فَأَيْنَما تُوَلُّوا فَثَمَّ وَجْهُ اللهِ إِنَّ اللهَ واسِعٌ عَلِيمٌ} سورة البقرة، آية (115) نسخ بقوله تعالى: {قَدْ نَرى تَقَلُّبَ وَجْهِكَ فِي السَّماءِ فَلَنُوَلِّيَنَّكَ قِبْلَةً تَرْضاها فَوَلِّ وَجْهَكَ شَطْرَ الْمَسْجِدِ الْحَرامِ}. سورة البقرة، آية (144)
وأيضا في آية الصوم قال الله تعالى: {فِدْيَةٌ طَعامُ مِسْكِينٍ} سورة البقرة، آية (184) و(مسكين) رواية، فكان أول الإسلام من شاء صام، ومن شاء افتدى بطعام مسكين. وقال فيها: {فَمَنْ تَطَوَّعَ خَيْراً فَهُوَ خَيْرٌ لَهُ وَأَنْ تَصُومُوا خَيْرٌ لَكُمْ إِنْ كُنْتُمْ تَعْلَمُونَ}. سورة البقرة، آية (184) نسخ منها: {فَمَنْ شَهِدَ مِنْكُمُ الشَّهْرَ فَلْيَصُمْهُ وَمَنْ كانَ مَرِيضاً أَوْ عَلى سَفَرٍ فَعِدَّةٌ مِنْ أَيَّامٍ أُخَرَ}. سورة البقرة، آية (185)
وقال أيضا: {كُتِبَ عَلَيْكُمُ الصِّيامُ كَما كُتِبَ عَلَى الَّذِينَ مِنْ قَبْلِكُمْ لَعَلَّكُمْ تَتَّقُونَ} سورة البقرة، آية (183) كانوا في أوّل الصيام إذا صلّى الناس العتمة ونام أحدهم حرم عليه الطعام والشراب والنساء، وصلوا الصيام حتى الليلة المقبلة.
فاختان رجل نفسه فجامع أهله بعد ما صلّى العتمة، فنسخ ذلك فقال: {عَلِمَ اللهُ أَنَّكُمْ كُنْتُمْ تَخْتانُونَ أَنْفُسَكُمْ فَتابَ عَلَيْكُمْ وَعَفا عَنْكُمْ} سورة البقرة، آية (187)
وهو عمر بن الخطّاب، رضي الله عنه، وامرأته الأنصارية أم عاصم بن عمر واسمها جميلة بنت أبي عاصم الذي حماه الدّبر أن يؤخذ رأسه، وقتلوا يومئذ أبا الجيلان بن هذيل وأسروا خبيب بن عدي وزيد بن الدثنة، فنسخ شأن الصوم والنساء، فقال تعالى: {فَالْآنَ بَاشِرُوهُنَّ وَابْتَغُوا ما كَتَبَ اللهُ لَكُمْ وَكُلُوا وَاشْرَبُوا حَتَّى يَتَبَيَّنَ لَكُمُ الْخَيْطُ الْأَبْيَضُ مِنَ الْخَيْطِ الْأَسْوَدِ مِنَ الْفَجْرِ ثُمَّ أَتِمُّوا الصِّيامَ إِلَى اللَّيْلِ}. [سورة البقرة، آية (187)
والذي أنزلت فيه آية الصوم هو صرمة بن أبي أياس، غلبته عينه فنام فحرم عليه الطعام والشراب حتى الليلة المقبلة فأنزل الله عزّ وجلّ الرخصة في الصوم والفرح والنسوة، وذلك [قوله تعالى: {أُحِلَّ لَكُمْ لَيْلَةَ الصِّيامِ الرَّفَثُ إِلى نِسائِكُمْ}. سورة البقرة، آية (187)

## طبعات الكتاب
طبع الكتاب طبعتين:
الأولى بتحقيق حاتم الضامن، ونشرته مؤسسة الرسالة عام 1418هـ - 1998م.
الثانية بتحقيق مصطفى الأزهري، ونشرته دار ابن عفان ودار ابن القيم عام 1429هـ - 2008م.